# Elachistocleis matogrosso
Espèce
Statut de conservation UICN

 LC  : Préoccupation mineure
Elachistocleis matogrosso est une espèce d'amphibiens de la famille des Microhylidae.

## Répartition
Cette espèce est endémique du Brésil. Elle se rencontre dans les États du Mato Grosso et du Mato Grosso do Sul. Sa présence est incertaine en Bolivie et au Paraguay.

## Étymologie
Cette espèce est nommée en référence au lieu de sa découverte, l'État du Mato Grosso.

## Publication originale
- Caramaschi, 2010 : Notes on the taxonomic status of Elachistocleis ovalis (Schneider, 1799) and description of five new species of Elachistocleis Parker, 1927 (Amphibia, Anura, Microhylidae). Boletim do Museu Nacional Nova Serie Rio de Janeiro, Brasil, vol. 527, p. 1-30.